# ヴァレンティン・シュトッカー
ヴァレンティン・シュトッカー（Valentin Stocker, 1989年4月12日 - ）は、スイス・クリーンス出身の元サッカー選手。現役時代のポジションはMF。

## 経歴

### クラブ
スイスのSCクリーンスの下部組織出身。2005年にFCバーゼルのユースチームに移籍し、2007年にバーゼルとプロ契約を結ぶ。8月16日、UEFAヨーロッパリーグのSVマッテルスブルク戦でプロデビュー。2008年3月16日、FCシオン戦で初ゴールを記録した。
2014年5月18日、ヘルタ・ベルリンに移籍した。
2018年1月10日、FCバーゼルに復帰。
2022年5月17日、現役引退を表明した。

### 代表
スイス代表としてはユースで代表に呼ばれ、2008年にキプロス代表戦でA代表デビュー。その試合で初ゴールを記録した。2010年10月12日のEURO2012予選、ウェールズ戦では2得点を挙げた。

## 所属クラブ
- FCバーゼル U-21 2005-2007
- FCバーゼル 2007-2014
- ヘルタ・ベルリン 2014-2018
- FCバーゼル 2018-2022

## 代表歴

### 出場大会
- スイス代表
  - 2014 FIFAワールドカップ

### 試合数
- 国際Aマッチ 36試合 6得点（2008年-2016年）[2]

| スイス代表 | 国際Aマッチ | 国際Aマッチ |
| 年         | 出場        | 得点        |
| ---------- | ----------- | ----------- |
| 2008       | 3           | 1           |
| 2009       | 0           | 0           |
| 2010       | 4           | 2           |
| 2011       | 2           | 0           |
| 2012       | 5           | 0           |
| 2013       | 7           | 0           |
| 2014       | 5           | 0           |
| 2015       | 7           | 2           |
| 2016       | 3           | 1           |
| 通算       | 36          | 6           |

## タイトル
クラブ
FCバーゼル
- スイス・カップ 2007-08, 2009-10, 2010-11, 2011-12, 2012-13, 2013-14
- スーパーリーグ 2007-08, 2009-10, 2011-12, 2018-19